# Klementyna Suchanow

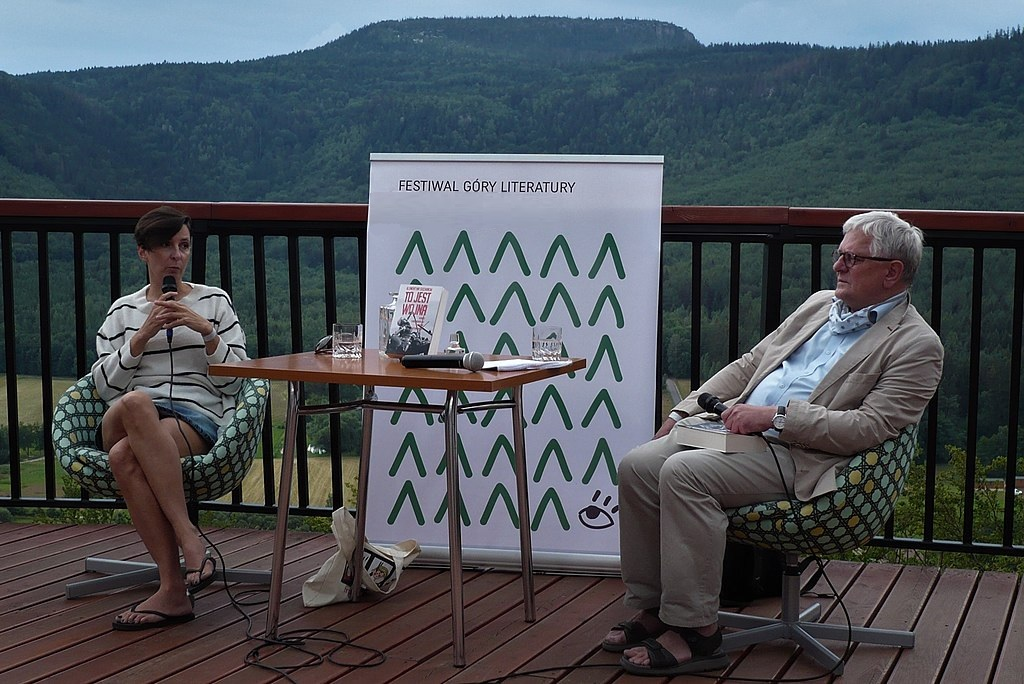
K. Suchanow i G. Gauden, VI Festiwal Góry Literatury, Guzowata, 2020

Klementyna Suchanow (ur. 26 lutego 1974 w Kamiennej Górze) – polska pisarka, redaktorka, tłumaczka, aktywistka polityczna działająca w Ogólnopolskim Strajku Kobiet.

## Życiorys
Urodziła się 26 lutego 1974 w Kamiennej Górze. Jako dziecko mieszkała w Chełmsku Śląskim i Wałbrzychu, do szkoły uczęszczała w Wodzisławiu Śląskim. Na Uniwersytecie Wrocławskim studiowała filologię polską i hiszpańską. W 2003 roku na Wydziale Filologicznym Uniwersytetu Wrocławskiego uzyskała stopień doktora nauk humanistycznych w specjalności literaturoznawstwo. Pracowała jako redaktorka Działu Literatury Wydawnictwa Znak. W 2012 pojawia się w stopce redakcyjnej zespołu tygodnika "Przekrój".
Prowadzi badania nad życiem i twórczością Witolda Gombrowicza o którym napisała dwutomową biografię Gombrowicz. Ja, geniusz. Książka została nominowana do Nike w 2018 roku i dostała w 2017 roku nagrodę Onetu O!lśnienia, a w 2018 nagrodę "Odry". Radiowa Trójka zrobiła na podstawie tej książki audycję radiową, czytaną przez Piotra Adamczyka, sama Suchanow także opowiadała o niej m.in. w TOK Fm. Suchanow zajmowała się także historią i literaturą Ameryki Łacińskiej. Materiały do książek zbierała m.in. w Argentynie oraz na Kubie. Redagowała także Kronos Gombrowicza.
Dwukrotnie, w latach 2018 i 2020 była gościem Festiwalu Góry Literatury w Nowej Rudzie i okolicach, promując nowe książki. Mówiła o Gombrowiczu także w Zakopanem w 2018, w Domu Literatury we Wrocławiu w 2022 i w bibliotece Żorach w 2024.
W 2020 r. wydała książkę śledczą To jest wojna. Kobiety, fundamentaliści i nowe średniowiecze.  Suchanow jest autorką wielu publikacji i wywiadów, w których opowiada o Ordo Iuris i ich rosyjskich powiązaniach, agendzie, finansowaniu  , a także powiązaniach Ordo Iuris z CBA. Jest także jedną z autorek raportu „Kontrrewolucja kulturowo-religijna. Czy Polsce grozi prawo podporządkowane ideologii chrześcijańskich fundamentalistów?”. W 2021 wystąpiła z dziennikarzem Grzegorzem Rzeczkowskim na konferencji „O związkach Ordo Iuris z Kremlem”. Jest także autorką tekstów poświęconych tzw. Agendzie Europe (grupie organizacji anty-aborcyjnych z Europy i USA zinfiltrowanej przez Rosjan), w tym międzynarodowego śledztwa dziennikarskiego na podstawie wycieku maili tej grupy, które udowadniają rosyjską operację.  W 2023 roku wyszło niemieckie tłumaczenie jej książki, pod tytułem Das Ist Krieg. Die geheimen Strategien radikaler Fundamentalisten zur weltweiten Abschaffung der Menschenrechte. W tym samym roku amerykańskie studio produkcyjne CreativeChaos ogłosiło, że wyprodukuje serial dokumentalny na podstawie książki To jest wojna .
W 2025 r. pojawiła się informacja, że Suchanow została jedną z ekspertek komisji, prowadzonej przez gen. Jarosława Stróżyka, szefa Służby Kontrwywiadu Wojskowego, ds. wpływów rosyjskich i białoruskich w latach 2004–2024 razem z Tomaszem Piątkiem i Anną Mierzyńską.
W 2021 r. przemawiała na forum ONZ, Generation Equality Forum w Paryżu w obecności prezydenta Emmanuela Macron i Hillary Clinton. 
Od 2016 roku członkini Ogólnopolskiego Strajku Kobiet, organizatorka i uczestniczka głośnych protestów przeciwko ograniczaniu prawa kobiet do aborcji, w sprawie niezależności sądownictwa i wolności zgromadzeń. Podczas protestów, które wybuchły po wyroku ograniczającym dostęp do aborcji, a wydanym przez Trybunał Konstytucyjny 22 października 2020 Suchanow stała na czele protestów i w ramach Strajku Kobiet organizowała tzw. Radę Konsultacyjną. Rada powstała 1 listopada 2020 i miała zebrać rozwiązania prawne dla postulatów zgłoszonych Strajkowi przez protestujących.
Latem 2018 r. podczas protestów w związku z reformą sądowniczą frosowaną przez Zbigniewa Ziobro Suchanow doznała uszkodzenia kręgosłupa, co zakończyło się operacją. W styczniu 2021 roku, podczas protestów przeciwko zaostrzeniu przepisów dotyczących aborcji została aresztowana przez policję, ponieważ wtargnęła na teren Trybunału Konstytucyjnego, gdzie miała naruszyć nietykalność cielesną funkcjonariusza policji oraz zniszczyć drzwi wejściowe do siedziby TK. Jak skomentowała w TVN: czasami są sytuacje, że trzeba przeskoczyć ogrodzenie. W 2022 r. prasa donosiła, że: Sąd Rejonowy dla Warszawy-Śródmieścia, który wcześniej uchylił dozór policyjny wobec Klementyny Suchanow, umorzył postępowanie w tej sprawie. W 2024 Sąd Okręgowy w Warszawie uniewinnił Suchanow, Martę Lempart i Agnieszkę Czerederecką-Fabin od zarzutu spowodowania zagrożenia epidemiologicznego poprzez prowadzenie protestów w 2020. 
Podczas protestów w 2020/2021 tytuł książki Suchanow To jest wojna znalazł się na transparentach protestujących.
W październiku 2024 roku pojawiła się informacja, że Suchanow była nielegalnie podsłuchiwana cyberbronią Pegasus przez ABW, w czasie, gdy działy się największe strajki, jak poinformowało dziennikarzy TVN źródło w ABW. 
W 2024 roku Suchanow była na rezydencji literackiej przyznanej przez Fundację Michalskich w Montricher w Szwajcarii oraz w Literarisches Colloqium w Berlinie.
W maju 2025 roku media, m.in. Telewizja Republika, Niezależna.pl, Radio Maryja i Interia, opublikowały materiały, w których – powołując się na dokumenty służb i prokuratury – podano, że nazwisko Klementyny Suchanow pojawia się w śledztwie dotyczącym przemytu migrantów przez granicę polsko-białoruską. Według tych doniesień miała ona prowadzić korespondencję z osobami podejrzanymi, dotyczącą wsparcia przy organizacji transportu migrantów z Hajnówki do Warszawy.
Klementyna Suchanow zdecydowanie zaprzeczyła tym doniesieniom. W rozmowach z Interią i Niezależna.pl oświadczyła, że nie zna Justyny W., a znajomość Pawła W. była przelotna. Zapowiedziała pozew przeciwko Telewizji Republika. Prokuratura Krajowa potwierdziła, że dokumenty pochodzą z akt śledztwa, lecz do chwili publikacji informacji Suchanow nie postawiono żadnych zarzutów i nie była objęta postępowaniem karnym.

## Publikacje
Suchanow jest autorką m.in.:
- Argentyńskich Podróży Gombrowicza (2005)[78]
- Królowej Karaibów (2013)[79]
- biografii Gombrowicz. Ja, geniusz (2017)[80], za którą otrzymała Nagrodę Miesięcznika „Odra”[81], Nagrodę O!lśnienia Onetu w kategorii literatura[82] oraz nominację do Nagrody Literackiej „Nike” 2018[83].
- książki To jest wojna. Kobiety, fundamentaliści i nowe średniowiecze (2020)[84], niemieckie wydanie Das Ist Krieg. Die geheimen Strategien radikaler Fundamentalisten zur weltweiten Abschaffung der Menschenrechte, 2023[85]
- rozdziału w książce The Revolution Will Not Be Litigated. People Power and Legal Power in the 21st Century, red. przez Marka Gevisser i Katie Redford ze wstępem Jane Fonda, 2023[86]
- rozdziału w książce DEVENIR-SœUR. Repères dans un siècle de féminismes polonais, red. Hélène Martinelli i Mateusz Chmurski, 2024[87]

## Życie prywatne
Ma córkę. Mieszka w Warszawie.